# Frauenzimmer (Fernsehsendung)
Frauenzimmer war eine vom 26. Oktober bis 20. November 2009 werktags ausgestrahlte deutsche Talkshow des Privatsenders VOX, die auf der seit 1999 laufenden britischen Sendung Loose Women basierte. Ein Vorläufer der Sendung im deutschsprachigen Raum war Ralph Morgensterns für die Rose d’Or nominierte wöchentliche Talkshow Blond am Freitag (2001–2007).

## Sendungskonzept
In der Sendung besprachen vier prominente Frauen in der ersten Hälfte „Themen des Tages“ (vornehmlich aus dem Bereich Boulevard). Die täglich wechselnde Besetzung rekrutierte sich aus einem festen Team, das aus Bettina Böttinger, Yasmina Filali, Maite Kelly, Evelyn Holst, Hatice Akyün, Birgit Ehrenberg und Martina Brandl bestand. In der zweiten Hälfte kam ein Studiogast hinzu, der dann Mittelpunkt des Gesprächs war. Der erste Studiogast war Ross Antony. Weitere Studiogäste waren Arthur Abraham, Ingrid van Bergen, Gundis Zámbó, Fiona Erdmann, Rupert Everett und Rolf Scheider.
Da die Zuschauerzahlen unter den Erwartungen des Senders blieben, wurde die Sendung ab dem 9. November mit entsprechenden Änderungen am Konzept von einer Stunde Dauer auf eine halbe Stunde gekürzt. Als auch diese Maßnahme nicht die gewünschte Verbesserung der Zuschauerzahlen brachte, wurde die Sendung am 20. November 2009 abgesetzt.

## Kritik
- Jana Schulze von der Frankfurter Rundschau bemerkte: „Wer sich das ‚Frauenzimmer‘ fortan nachmittäglich antut, der muss sich auf ‚Gequatsche ohne Punkt und Komma‘ (O-Ton […]) einrichten. Aber es macht Spaß und wenn das Potenzial eines Tages ausgeschöpft ist, hätte die tägliche Sendung auch Chancen einen schönen Abendplatz im Vox-Programm zu bekommen.“[2]
- Am Ende des Kommentars von Harry Nutt ist zu lesen: „(Die Frauen) sind nicht auf den Mund gefallen, aber sie legen keinen gesteigerten Wert darauf, es in jeder Sekunde unter Beweis stellen zu müssen. Anders als bei Beckmann, Kerner und Co. kommt es hier nicht darauf an, Bedeutung zu generieren. Ist doch nur Fernsehen. Die Frauenzimmer wissen das. Und es macht Spaß, ihnen dabei zuzusehen.“[3]